# Sindaci di Caggiano

## I sindaci
Fino al 1910 il comune di Caggiano è stato amministrato con il sistema del decurionato, un consiglio costituito da un numero ristretto di persone elette per sorteggio e sottoposto ad un rigoroso controllo dell'intendente, che rappresentava il potere regio. Nel 1932-1933 e 1943-1946 l'amministrazione è stata affidata a commissari prefettizi mentre tra il 1934 ed il 1943 a podestà.
Elenco dei sindaci di Caggiano:
- 1809: Tommaso Marotta
- 1810: Grisostomo Colunna
- 1811-1813: Giuseppantonio Grippo
- 1814: Giuseppe Oro
- 1815-1821: Andrea De Stasio
- 1822-1826: Francesco Salinas
- 1827-1829: Pietro Carucci

In quest'anno il casale di Pertosa si stacca da Caggiano e dà origine ad un nuovo comune.
- 1830-1831: Francesco Salinas
- 1832-1834: Matteo Solimena
- 1835-1837: Grisostomo Colunna
- 1838: Francesco Salinas
- 1839-1840: Grisostomo Colunna
- 1841: Lorenzo Rumolo
- 1842-1843: Felice Romagnano
- 1844-1850: Matteo Solimena
- 1851-1856: Pasquale Gagliardi
- 1857-1859: Pasquale Gagliardi
- 1860-1861: Gerardo Solimena
- 1862: Francesco Salinas
- 1863: Ignazio Manisera
- 1864-1865: Pasquale Gagliardi
- 1866-1867: Onofrio Romagnano
- 1868: Ignazio Manisera
- 1869-1872: Onofrio Romagnano
- 1873-1889: Pasquale Isoldi
- 1890-1898: Francesco Romagnano
- 1899-1900: Francesco Gagliardi
- 1901-1902: Pasquale Isoldi
- 1903-1905: Tommaso Manisera
- 1906-1907: Commissario Governativo
- 1908-1910: Carmine Gagliardi

Fine del sistema del decurionato.
- 1911-1914: Tommaso Manisera
- 1915-1919: Silvio Carucci
- 1920-1921: Francesco Gagliardi
- 1922-1926: Carmine Gagliardi
- 1927-1929: Antonio Carrano
- 1930-1931: Giuseppe Carucci
- 1932-1933: Guido Manisera (Commissario prefettizio)
- 1934-1935: Antonio Carrano (Podestà)
- 1935-1939: Gennaro Salinas (Podestà)
- 1939-1943: Ugo Caggiano (Podestà)
- 1943-1946: Gennaro Salinas (Commissario Prefettizio)
- 1946-1952: Modesto Lamattina
- 1952-1956: Nicola Pinto
- 1956-1960: Modesto Lamattina
- 1960-1964: Giuseppe Morrone
- 1964-1966: Modesto Lamattina
- 1966-1975: Alberto Lupo
- 1975-1993: Giuseppantonio Carucci
- 1993-2004: Angelo Maria Carucci
- 2004-2019: Giovanni Caggiano
- 2019-oggi  Modesto Lamattina